# Titania (naturväsen)

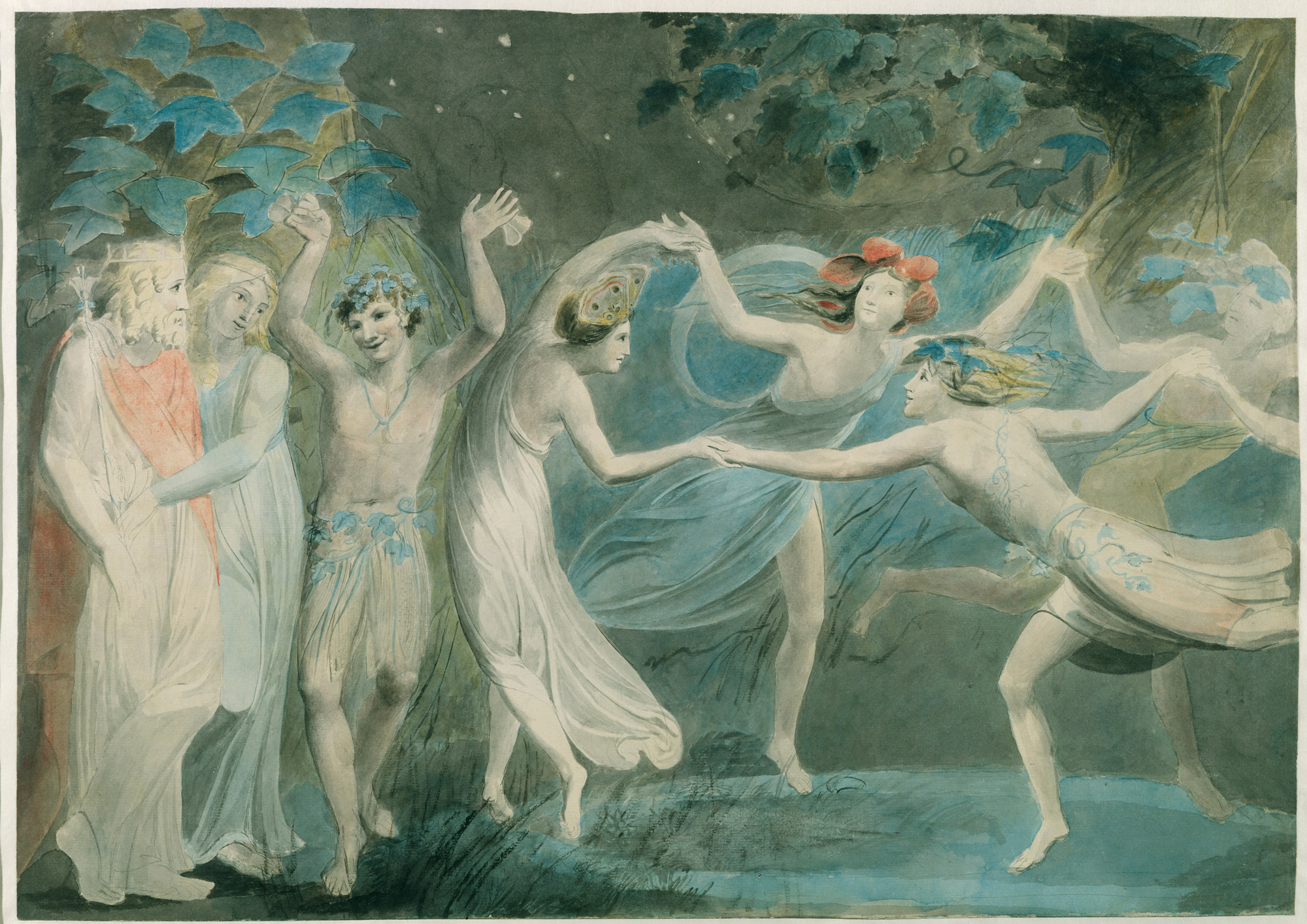
Titania dansar med Oberon och Puck, av William Blake

Titania är ett namn för älvornas drottning, nämnt av Ovidius i Metamorfoser.
Titania är kanske främst känt som en karaktär i William Shakespeares drama En midsommarnattsdröm. Där är Titania gift med Oberon och efter en dispyt dem emellan förtrollar han henne så att hon av en slump blir förälskad i hantverkaren Botten. 
I Gustaf Frödings diktsamling Guitarr och dragharmonika — stämningar och stämningsbilder finns även en dikt med titeln Titania som skildrar älvornas dans.
Asteroiden 593 Titania som upptäcktes av den tyska astronomen August Kopff, är uppkallad efter henne.